# Munidopsis latiangulata
Munidopsis latiangulata is een tienpotigensoort uit de familie van de Munidopsidae. De wetenschappelijke naam van de soort is voor het eerst geldig gepubliceerd in 2006 door Osawa, Lin & Chan.